# Sebastian Gleißner
Sebastian Gleißner (* 27. Januar 1829 in Schwandorf; † 1. Oktober 1890 in Traunstein) war katholischer Geistlicher und Mitglied des Deutschen Reichstags.

## Leben
Sebastian Gleißner wurde als sechstes von neun Kindern der Stadtbauernehegatten Josef und Ursula Gleißner geboren. Sein Geburtshaus steht in Schwandorf in der Bahnhofstraße Nummer 19, aufgewachsen ist er in der Spitzwegstraße.
Gleißner besuchte gemeinsam mit seinen nächstjüngeren Bruder die Bildungsanstalten in Amberg und Regensburg. Beide absolvierten das Theologiestudium. Sebastian unternahm umfangreiche Reisen und war fünf Jahre Erzieher des Rittergutsbesitzers von Paur. Danach war er vier Jahre Pfarrer in Lutzmannstein und Distriktsschulinspektor. Ab 1874 war er Stadtpfarrer in Neumarkt und wiederholt Distriktsrat.
Von 1884 bis 1887 war er Mitglied des Deutschen Reichstags für den Wahlkreis Oberpfalz 3 (Neumarkt, Velburg, Hemau) und die Deutsche Zentrumspartei.